# Сат тай
Сат тай — китайский праздник, главной сутью которого является попытка отогнать злых духов.

## Описание
Вегетарианский фестиваль Сат тай традиционно проводится в девятый лунный месяц. Тогда китайцы приезжали в Пхукет для работы на оловянных рудниках. В тот год на Пхукете свирепствовала неизвестная болезнь и труппа артистов, прибывших из Китая расценила эту эпидемию, как гнев девяти императорских богов. Тогда артисты предложили провести праздник в честь богов и все приобщились к вегетарианству. Болезнь отступила и этот фестиваль стал проводиться ежегодно.
Праздник проводится первые 9 дней девятого лунного месяца.
Занимателен тот факт, что в 2014 году согласно Китайского календаря, 9-й лунный месяц был дважды, что означало проведение праздника два раза за год. Монахи второй фестиваль решили провести скромнее.
Восточный менталитет сказывается на подготовке к празднованию фестиваля: считается нормой, когда Президент фестиваля обсуждает моменты проведения праздника с заинтересованными людьми. Считается, что фестиваль в первую очередь — это духовная часть жизни тайцев. А уже во вторую очередь — праздник.
Традиционно одежда для празднования только белого цвета. Так же желательно брать маски, так как тайцы громкими звуками хлопушек прогоняют злых духов, и без маски можно задохнуться.
Участвовать в празднике запрещается беременным женщинам, женщинам в дни менструации, людям недавно потерявшим родственников.
Так же тайцы просят милости богов, чтобы будущий год прошел для них удачно.
В дни проведения Сат тай вся семья собирается вместе, что бы посетить храм и дать дань умершим родственникам. Также они могут отдавать дань и другим покойным: для этого они «кормят» огромную голову чудовища специально приготовленной едой.
Самым зрелищным ритуалом считается Пьяо Кенг. Считается, что воины богов из братства Ма Сонг вводятся в транс для вселения духов богов. Тем самым они приносят себя в жертву для всех тайцев. Воины богов истязают свое тело: прокалывают щеки острыми предметами, режут языки, избивают себя тяжелыми либо острыми предметами.
После воинов заводят в храм, где монахи выводят их из транса. Сами же воины говорят, что они ничего не чувствуют во время транса и ни чего не помнят. О том, что происходило им могут напомнить лишь оставленные после ритуала раны.
Традиционно фестивалю предшествует пост, в течение которого запрещается пользоваться духами, украшениями из металла и кожи, нельзя заниматься сексом. Сам праздник можно считать актом разговления. В месте проведения фестиваля полно вегетарианских палаток, где тайцы имеют полное право насладиться дарами природы.
Фестиваль продолжается и ночью, где можно увидеть новое действо. На стадионе либо специально отведённой площади участники фестиваля пробегают по горячим углям. После в центр выносят высокую лестницу, где вместо ступеней острые лезвия сабель. Любой участник фестиваля может поднять и спуститься по этой лестнице.
Сат тай преимущественно отмечают в южных районах Таиланда.